# Lúcio Cornélio Cipião (cônsul em 350 a.C.)
Lúcio Cornélio Cipião (em latim: Lucius Cornelius Scipio) foi um político da gente Cornélia (família dos Cipiões) da República Romana, eleito cônsul em 350 a.C. com Marco Popílio Lenas. Antes disto, já havia sido interrex em 352 a.C..

## Consulado (350 a.C.)
Em 350 a.C., foi eleito cônsul com Marco Popílio Lenas. A Marco Popílio foi encarregado comando unificado da campanha contra os gauleses, pois Lúcio Cornélio ficou doente.
Foi escolhido mestre da cavalaria (magister equitum) pelo ditador Lúcio Fúrio Camilo.